# Dos Hermanas Club de Fútbol
El Dos Hermanas Club de Fútbol fue un equipo de fútbol de la ciudad de Dos Hermanas (Sevilla), España. 
Desapareció en 2014 y su sucesor es el Atlético Dos Hermanas CF. Hoy en día, su sucesor parece ser el nuevo proyecto del expresidente Joaquín Morales, el Dos Hermanas CF 1971 que se encuentra en la Segunda División Andaluza, correspondiente a la octava división de nuestro fútbol y cuenta con 1200 socios.

## Historia
El equipo se inaugura oficialmente en 1971 y comienza su andadura en la Tercera División en la temporada 1986-87. El club ascendió a Segunda División B en la temporada 1998-99 cuando quedó segundo en la fase regular, y primero en la Liguilla de ascenso, quedando invicto ante rivales como el Don Benito y los equipos filiales del Albacete Balompié y Málaga Club de Fútbol.

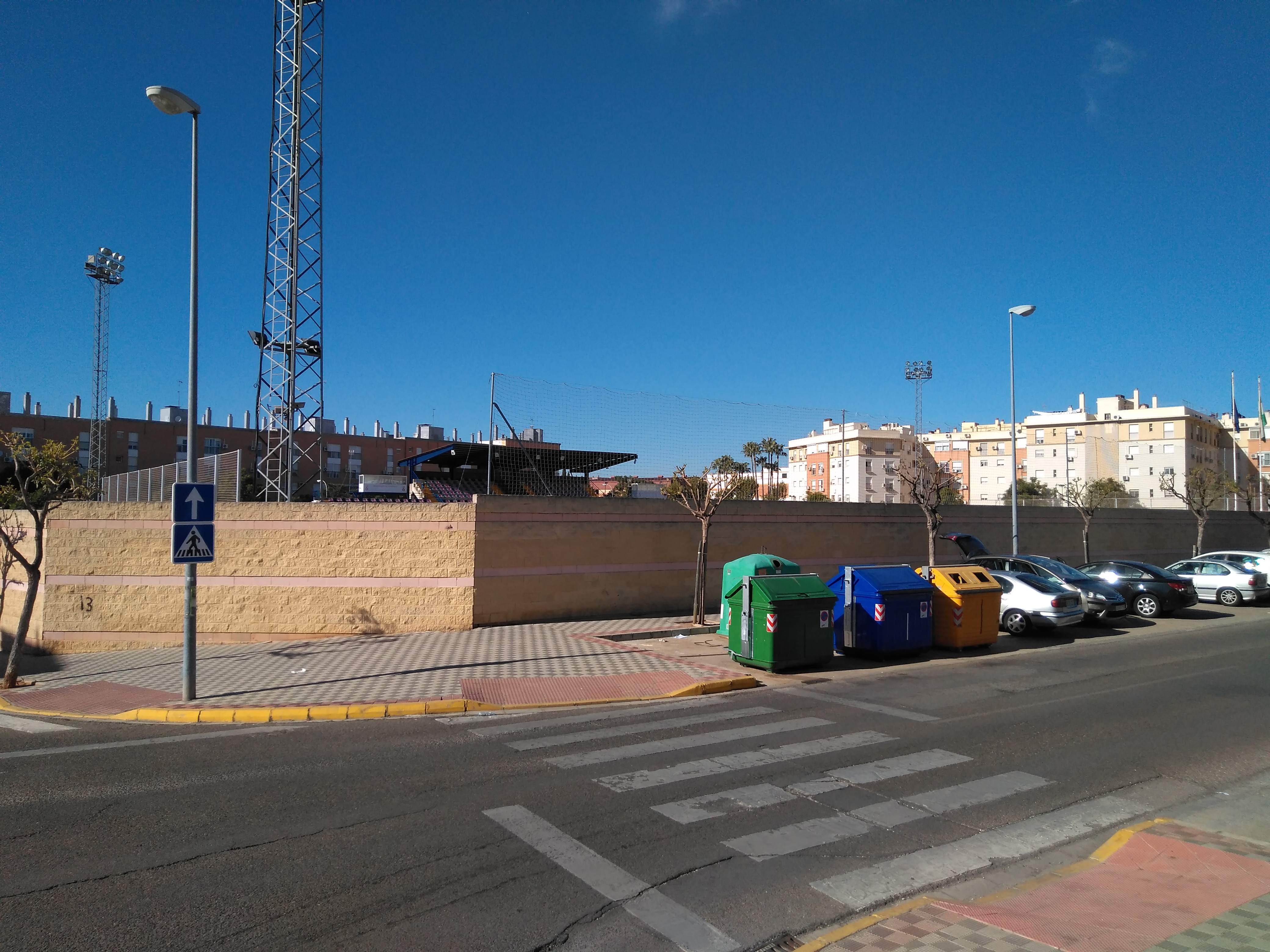
estadio

En 2ª División permaneció 3 temporadas, desde 1999 hasta su descenso en 2002.

## Datos del Club
- Fundación: 1971
- Estadio: Miguel Román García
- Sede Social: Av. Ramón y Cajal s/n
- Telf / Fax: 955675598 / 955675598
- Presidente: Joaquín Morales
- Abonados: 55400

## Historia
- Temporadas en 1ª: 3
- Temporadas en 2ª: 1
- Temporadas en 2ªB: 5
- Temporadas en 3ª: 11
- Mejor puesto Histórico: 6.º en 2.ªB  (1999-2000)

## Estadio
- Nombre: Miguel Román García
- Dimensiones: 105 x 75 m.
- Aforo: 6.500 plazas con asiento

## Jugadores
- Datos: Q5299159